# Ритц, Николя
Николя́ Ритц (фр. Nicolas Ritz; род. 26 февраля 1992, Дижон) — французский хоккеист, нападающий клуба «Руан». Игрок сборной Франции. Старший брат хоккеиста Максима Ритца.

## Биография
Николя Ритц дебютировал на ледовой арене в своём родном городе Дижоне за одноимённый клуб. В 2008 году впервые примерил свитер национальной сборной Франции на юниорском чемпионате мира. По итогам сезона 2012/13 был признан самым перспективным игроком Франции и получил награду Жан-Пьер Графф Трофи. В 2013 году назначен капитаном клуба. В 2014 году получил трофей Альберта Хесслера как самый ценный игрок лиги Магнуса. В конце июня 2014 года подписал пробный контракт с финским клубом ХПК.